# 佐藤記念美術館
佐藤記念美術館（さとうきねんびじゅつかん、SATO MEMORIAL ART MUSEUM TOYAMA）は、富山県富山市の富山城址公園内にある公立美術館。現在は、富山市が所有し、同じく城址公園内にある富山市郷土博物館との2館一体運営を行っている。全国美術館会議、富山県博物館協会会員。

## 歴史
地元財界の有力者であった佐藤家（佐藤助九郎の子孫にあたり佐藤工業などの経営にあたっていた）などによって、佐藤工業創業100周年を記念して財団法人佐藤美術館が1957年（昭和32年）に設立され、1961年（昭和36年）9月20日に、富山城址内に天守閣風のコンクリート3階建ての建物の佐藤美術館（佐藤記念館）が開館し、同日に同地で佐藤工業創立100年祭式典が開催された。開館に際し、もともと佐藤家の住居の一部であった総桧造りの書院座敷や茶室2席が寄贈され、美術館の一部として移築された。1963年（昭和38年）には館名・法人名を富山美術館と改称した。1991年（平成3年）から1993年（平成5年）にかけて展示室2など新館の増築が行われ展示室面積が約2倍となり同年9月9日に新館の完工式が行われ、1998年（平成10年）には館名・法人名を富山佐藤美術館と改称した。収蔵品の大部分は佐藤家から寄贈されたもので、茶道具類、古陶磁、日本画、墨蹟など千点以上に及ぶ。また、岸駒、岸岱父子の作品や史料も収集し関連する企画展が行われたこともある。
財団体制で運営されていた当時、この美術館には年間3000万円ほどの維持費が必要であったが、収入の柱は財団に管理が委ねられた佐藤工業株100万株の配当であった。ところが、1990年代以降の不況の中で寄付金が減り、さらに佐藤工業が無配に転じたことから、運営の維持が困難となった。財団法人富山佐藤美術館は2001年（平成13年）12月に解散し、建物や収蔵品も含め美術館ごと富山市に寄贈されて（2002年4月1日に寄付を受領）美術館は一時休館となったが、2002年（平成14年）4月5日から館名を富山市佐藤記念美術館と改めて再び開館した。

## 施設
建物: 鉄筋コンクリート・一部鉄骨鉄筋コンクリート造、地上2階建て、建築面積: 967.046m2、延床面積: 1,301.01m2

### 1階
- 受付
- ロビー (102.8m2)
- 展示室 1 (121.5m2)
- 展示室 2 (98.4m2)
- 講堂(93.0m2)
- 茶室「助庵（じょあん）」(96.5m2)
  - 昭和20年代前半に砺波市内の佐藤助九郎の生家に建てられた茶席。その後当美術館建設にともない移築。
- 事務室、学芸室 など

### 2階
- 展示コーナー (62.6m2)
- 和室（書院） 15畳・12.5畳、広縁
  - 1920年（大正9年）に建築された総ヒノキの書院造りの和室で、砺波市内の佐藤助九郎の生家より当美術館建設にともない移築。欄間は井波彫刻の彫師大島五雲の作。
- 茶室「柳汀庵（りゅうていあん）」(92.1m2)
  - 加賀藩家老の屋敷を1868年（明治元年）に解体する際、水屋や寄付など茶室二席を佐藤助九郎の生家に移築し、その後当美術館建設にともない再移築。
- 茶庭 - 茶室「柳汀庵」の正面にある日本庭園。

## アクセス
富山地方鉄道富山軌道線（富山都心線）
- 国際会議場前停留場下車　徒歩約3分

富山地方鉄道バス
- 城址公園前バス亭下車　徒歩約3分
- 総曲輪バス亭下車　徒歩約5分

市内周遊ぐるっとBUS南回りルート（毎日6便） 城址公園バス亭下車 徒歩約3分
佐藤記念美術館・富山市郷土博物館を含む、富山市市街地の美術館・博物館・観光施設を巡る周遊バス。